# Acrobasis xanthogramma
Acrobasis xanthogramma is een vlinder van de familie van de snuitmotten (Pyralidae). De wetenschappelijke naam van deze soort is voor het eerst voorgesteld als Myelois xanthogramma door Otto Staudinger in een publicatie uit 1870.

## Verspreiding
De soort komt voor in:
- het Palearctisch gebied waaronder Spanje, Tunesië, Egypte en Jordanië,
- het Afrotropisch gebied waaronder Soedan en
- het Oriëntaals gebied waaronder Pakistan.

## Waardplanten
De rups leeft op Ziziphus spinachristi (Rhamnaceae).